# Healing Camp
Healing Camp, Aren't You Happy (Hangul: 힐링 캠프, 기쁘지 아니한가), ou simplesmente conhecido como Healing Camp, é um talk show sul-coreano, que começou a ser exibido em 18 de Julho de 2011 às 23:15 (KST) nas segunda-feiras pelo canal SBS. Apresentado pelo comediante Lee Kyung-kyu, o radialista Kim Je-dong , e a atriz Sung Yu-ri. O programa é conhecido por ter criado um novo gênero de talk show focado na "cura", que tornou-se a tendência de talk shows em 2012 e 2013. Healing Camp, também é conhecido por convidar os melhores atores e atrizes, assim como políticos, atletas e outras pessoas influentes que não são facilmente vistas em programas de entretenimento. Em junho de 2013, foi anunciado que Han Hye-jin deixaria o programa após se casar com o jogador de futebol Ki Sung-Yueng em julho.
Healing Camp foi exibido entre 18 de julho de 2011 a 01 de fevereiro de 2016.

## Apresentadores
- Kim Je-dong (18 de julho de 2011 - 01 de fevereiro de 2016)
- Han Hye-jin (18 de julho 2011 - 12 de agosto de 2013)
- Lee Kyung-kyu (18 de Julho de 2011 - 20 de julho de 2015)
- Sung Yu-ri (19 de agosto de 2013 - 20 de julho de 2015)
- Seo Jang-hoon (12 de outubro de 2015 – 01 de fevereiro de 2016)
- Hwang Kwanghee (12 de outubro de 2015 – 01 de fevereiro de 2016)

## Lista de episódios

### 2011
| Episódios | Transmissão            | Participantes                                                                                       |
| --------- | ---------------------- | --------------------------------------------------------------------------------------------------- |
| 1         | 18 de julho de 2011    | Kim Yeong-cheol                                                                                     |
| 2         | 25 de julho de 2011    | Kim Tae-won                                                                                         |
| 3         | 01 de agosto de 2011   | Ji Sung                                                                                             |
| 4         | 08 de agosto de 2011   | Uhm Ji-won                                                                                          |
| 5         | 15 de agosto de 2011   | Yoon Do Hyun Band                                                                                   |
| 6         | 22 de agosto de 2011   | Cha Tae-hyun                                                                                        |
| 7         | 29 de agosto de 2011   | Ko Chang-seok                                                                                       |
| 8         | 05 de setembro de 2011 | Ock Joo-hyun                                                                                        |
| 9         | 12 de setembro de 2011 | Boom, Lee Yoon-suk, Yoon Hyung-bin, Kim Bum-soo, Kim Tae-woo, Park Ji-yoon, Park Tam-hee, Kang Full |
| 10        | 19 de setembro de 2011 | Yoo Jun-sang                                                                                        |
| 11        | 26 de setembro de 2011 | Lee Dong-wook                                                                                       |
| 12        | 03 de outubro de 2011  | Choo Sung-hoon                                                                                      |
| 13        | 10 de outubro de 2011  | Jang Hyuk                                                                                           |
| 14        | 17 de outubro de 2011  | Choi Kyung-ju                                                                                       |
| 15        | 24 de outubro de 2011  | Choi Kyung-ju                                                                                       |
| 16        | 31 de outubro de 2011  | Kim Suk-hoon                                                                                        |
| 17        | 07 de novembro de 2011 | Park Kolleen                                                                                        |
| 18        | 14 de novembro de 2011 | Lee Seung-hwan                                                                                      |
| 19        | 21 de novembro de 2011 | Choo Shin-soo                                                                                       |
| 20        | 28 de novembro de 2011 | Oh Yeon-soo                                                                                         |
| 21        | 05 de dezembro de 2011 | Lee Mi-sook                                                                                         |
| 22        | 12 de dezembro de 2011 | Kim Yeon-woo                                                                                        |
| 23        | 26 de dezembro de 2011 | Choi Ji-woo                                                                                         |

### 2012
| Episódio | Transmissão             | Participantes                                                     |
| -------- | ----------------------- | ----------------------------------------------------------------- |
| 24       | 02 de janeiro de 2012   | Park Geun-hye                                                     |
| 25       | 09 de janeiro de 2012   | Moon Jae-in                                                       |
| 26       | 16 de janeiro de 2012   | Lee Min-jung                                                      |
| 27       | 23 de janeiro de 2012   | Lee Dong-gook                                                     |
| 28       | 30 de janeiro de 2012   | Choi Min-sik                                                      |
| 29       | 06 de fevereiro de 2012 | Choi Min-sik                                                      |
| 30       | 13 de fevereiro de 2012 | Yoon Jong-shin                                                    |
| 31       | 20 de fevereiro de 2012 | BIGBANG                                                           |
| 32       | 27 de fevereiro de 2012 | Yoon Je-moon                                                      |
| 33       | 05 de março de 2012     | Chae Shi-ra                                                       |
| 34       | 12 de março de 2012     | Cha In-pyo                                                        |
| 35       | 19 de março de 2012     | Cha In-pyo                                                        |
| 36       | 26 de março de 2012     | Kim Jung-woon                                                     |
| 37       | 02 de abril de 2012     | Kim Jung-woon                                                     |
| 38       | 09 de abril de 2012     | Shin Eun-kyung                                                    |
| 39       | 16 de abril de 2012     | Lee Hyo-ri                                                        |
| 40       | 23 de abril de 2012     | Lee Hyo-ri                                                        |
| 41       | 30 de abril de 2012     | Park Jin-young                                                    |
| 42       | 07 de maio de 2012      | Patti Kim                                                         |
| 43       | 14 de maio de 2012      | Yang Hyun-suk                                                     |
| 44       | 21 de maio de 2012      | Yang Hyun-suk                                                     |
| 45       | 28 de maio de 2012      | Venerable Beob-ryun                                               |
| 46       | 04 de junho de 2012     | Venerable Beob-ryun                                               |
| 47       | 11 de junho de 2012     | Jong Tae-se                                                       |
| 48       | 18 de junho de 2012     | Park Bum-shin                                                     |
| 49       | 25 de junho de 2012     | Go Doo-shim                                                       |
| 50       | 02 de julho de 2012     | Go Doo-shim                                                       |
| 51       | 09 de julho de 2012     | Ko So-young                                                       |
| 52       | 16 de julho de 2012     | Ko So-young                                                       |
| 53       | 23 de julho de 2012     | Ahn Cheol-soo                                                     |
| 54       | 04 de agosto de 2012    | Jin Jong-oh, Han Soon-chul, Song Dae-nam, Kim Jae-bum, Cho Jun-ho |
| 55       | 11 de agosto de 2012    | London Camp                                                       |
| 56       | 12 de agosto de 2012    | Ki Bo-bae, Oh Jin-hyek, Jin Jong-oh, Jang Mi-ran                  |
| 57       | 13 de agosto de 2012    | Psy                                                               |
| 58       | 20 de agosto de 2012    | Ki Sung-yueng                                                     |
| 59       | 27 de agosto de 2012    | Ki Sung-yueng                                                     |
| 59       | 27 de agosto de 2012    | Ha Jung-woo                                                       |
| 60       | 03 de setembro de 2012  |                                                                   |
| 61       | 10 de setembro de 2012  | Kim Ha-neul                                                       |
| 62       | 17 de setembro de 2012  | Kim Ha-neul                                                       |
| 63       | 24 de setembro de 2012  | Jeong Hyeong-don                                                  |
| 64       | 01 de outubro de 2012   | Lee Yong-dae, Jung Jae-sung                                       |
| 65       | 08 de outubro de 2012   | Lee Sung-min                                                      |
| 66       | 15 de outubro de 2012   | Ahn Jae-wook                                                      |
| 67       | 22 de outubro de 2012   | Jang Gi-ha                                                        |
| 68       | 29 de outubro de 2012   | Kim Yong-man                                                      |
| 69       | 05 de novembro de 2012  | Tablo, Kang Hye-jung                                              |
| 70       | 12 de novembro de 2012  | Jo Hye-ryun                                                       |
| 71       | 19 de novembro de 2012  | Lee Seung-yeop                                                    |
| 72       | 03 de dezembro de 2012  | Lee Seung-yeop, Lee Song-jung                                     |
| 73       | 10 de dezembro de 2012  | Park Si-hoo                                                       |
| 74       | 17 de dezembro de 2012  | Kim Hee-sun                                                       |
| 75       | 24 de dezembro de 2012  | Kim Hee-sun                                                       |

### 2013
| Episódio | Transmissão             | Participantes                                                                                                  |
| -------- | ----------------------- | --- |
| 76       | 07 de janeiro de 2013   | Pak Se-ri |
| 77       | 14 de janeiro de 2013   | Kim Rae-won |
| 78       | 21 de janeiro de 2013   | Baek Jong-won, So Yu-jin                                                                                       |
| 79       | 28 de janeiro de 2013   | Lee Joon-gi |
| 80       | 04 de fevereiro de 2013 | Hong Seok-cheon                                                                                                |
| 81       | 11 de fevereiro de 2013 | Choi Min-soo                                                                                                   |
| 82       | 18 de fevereiro de 2013 | Kim Kang-woo                                                                                                   |
| 83       | 25 de fevereiro de 2013 | Kim Sung-ryung                                                                                                 |
| 84       | 04 de março de 2013     | Han Suk-kyu |
| 85       | 11 de março de 2013     | Lee Byung-hun                                                                                                  |
| 85       | 18 de março de 2013     | Lee Byung-hun                                                                                                  |
| 86       | 25 de março de 2013     | Sol Kyung-gu                                                                                                   |
| 86       | 01 de abril de 2013     | Sol Kyung-gu                                                                                                   |
| 87       | 08 de abril de 2013     | Kang Woo-suk                                                                                                   |
| 88       | 15 de abril de 2013     | Lee Jung-jae                                                                                                   |
| 89       | 22 de abril de 2013     | Kim In-kwon |
| 90       | 29 de abril de 2013     | Kim Hae-sook                                                                                                   |
| 91       | 06 de maio de 2013      | Yoon Yeo-jeong                                                                                                 |
| 92       | 13 de maio de 2013      | Venerable Jung-mok                                                                                             |
| 93       | 20 de maio de 2013      | Jang Yun-jeong                                                                                                 |
| 94       | 27 de maio de 2013      | Lee So-ra |
| 95       | 03 de junho de 2013     | Park Tae-hwan                                                                                                  |
| 96       | 10 de junho de 2013     | Lee Seung-chul                                                                                                 |
| 97       | 17 de junho de 2013     | Nick Vujicic                                                                                                   |
| 98       | 24 de junho de 2013     | Han Hye-jin |
| 98       | 01 de julho de 2013     | Han Hye-jin, Ki Sung-yueng                                                                                     |
| 99       | 08 de julho de 2013     | Im Ji-ho |
| 100      | 15 de julho de 2013     | Yoon Do-hyun, Kim Sung-ryung, Yoo Jun-sang, Ko Chang-seok, Baek Jong-won, Venerable Beob-ryun, Hong Seok-cheon |
| 100      | 22 de julho de 2013     | Yoon Do-hyun, Kim Sung-ryung, Ko Chang-seok, Baek Jong-won, Venerable Beob-ryun, Hong Seok-cheon               |
| 101      | 29 de julho de 2013     | Suzy |
| 102      | 05 de agosto de 2013    | Lee Juck |
| 103      | 12 de agosto de 2013    | Kim Kwang-kyu                                                                                                  |
| 104      | 19 de agosto de 2013    | Ham Ik-byeong                                                                                                  |
| 105      | 26 de agosto de 2013    | Seo Kyung-suk                                                                                                  |
| 106      | 02 de setembro de 2013  | Park In-bee |
| 107      | 09 de setembro de 2013  | Lee Ji-seon |
| 108      | 16 de setembro de 2013  | Kim Mi-sook |
| 109      | 23 de setembro de 2013  | Moon So-ri |
| 110      | 30 de setembro de 2013  | Han Ji-hye |
| 111      | 07 de outubro de 2013   | Baek Ji-young                                                                                                  |
| 112      | 14 de outubro de 2013   | Joo Sang-wook                                                                                                  |
| 113      | 21 de outubro de 2013   | Shin Seung-hun                                                                                                 |
| 114      | 28 de outubro de 2013   | Kim Min-jong                                                                                                   |
| 115      | 04 de novembro de 2013  | Kim Min-jong                                                                                                   |
| 116      | 11 de novembro de 2013  | Shin Kyung-sook                                                                                                |
| 117      | 18 de novembro de 2013  | Kim Sung-joo                                                                                                   |
| 118      | 25 de novembro de 2013  | Kim Sung-joo                                                                                                   |
| 119      | 02 de dezembro de 2013  | Kim Su-ro |
| 120      | 09 de dezembro de 2013  | Kim Gu-ra |
| 121      | 16 de dezembro de 2013  | Kim Gu-ra |
| 121      | 16 de dezembro de 2013  | Lee Sung-jae                                                                                                   |
| 122      | 23 de dezembro de 2013  | |

### 2014
| Episódio | Transmissão             | Participantes |
| -------- | ----------------------- | --- |
| 123      | 06 de janeiro de 2014   | Lee Hwi-jae |
| 124      | 13 de janeiro de 2014   | Lee Hwi-jae |
| 125      | 20 de janeiro de 2014   | Hwang Jung-min |
| 126      | 27 de janeiro de 2014   | Kim Byung-man |
| 127      | 03 de fevereiro de 2014 | Kang Sin-ju |
| 128      | 17 de fevereiro de 2014 | Lee Sang-hwa |
| 128      | 19 de fevereiro de 2014 | Lee Kyou-hyuk |
| 129      | 24 de fevereiro de 2014 | Kim Hee-ae |
| 130      | 03 de março de 2014     | Kim Hee-ae |
| 130      | 03 de março de 2014     | Lee Bo-young |
| 131      | 10 de março de 2014     | |
| 132      | 17 de março de 2014     | Girls' Generation |
| 133      | 31 de março de 2014     | Oh Hyun-kyung |
| 134      | 07 de abril de 2014     | Lee Sun-hee, Baek Ji-young, Lee Seung-gi |
| 135      | 14 de abril de 2014     | Lee Sun-hee, Baek Ji-young, Lee Seung-gi |
| 136      | 05 de abril de 2014     | Lee Dong-woo |
| 137      | 12 de maio de 2014      | Jang Hyun-sung |
| 138      | 19 de maio de 2014      | Lee Sun-kyun |
| 139      | 02 de junho de 2014     | Lee Sun-kyun, Lee Woon-jae |
| 140      | 09 de junho de 2014     | Ahn Jae-wook, Kim Min-jong, Kim Bo-sung, Jo Su-mi |
| 141      | 16 de junho de 2014     | Kang Boo-ja, Lee Dong-gook, Kim Min-jong, Kim Su-ro, Lee Woon-jae                                                                                       |
| 142      | 22 de junho de 2014     | Kang Boo-ja, Lee Dong-gook, Kim Min-jong, Kim Su-ro, Lee Woon-jae                                                                                       |
| 143      | 30 de junho de 2014     | Kang Boo-ja, Kim Min-jong, Kim Su-ro, Lee Woon-jae, Cha Bum-kun, Bae Sung-jae                                                                           |
| 144      | 07 de julho de 2014     | IU, Kim Chang-wan, Akdong Musician |
| 145      | 14 de julho de 2014     | IU, Kim Chang-wan, Akdong Musician |
| 146      | 21 de julho de 2014     | Shin Ae-ra |
| 147      | 25 de agosto de 2014    | Hong Jin-kyung |
| 148      | 01 de setembro de 2014  | Hong Jin-kyung |
| 149      | 08 de setembro de 2014  | Lee Mi-ja |
| 150      | 15 de setembro de 2014  | Song Hae |
| 151      | 22 de setembro de 2014  | Song Hae |
| 152      | 29 de setembro de 2014  | Yoo Yeon-seok |
| 153      | 06 de outubro de 2014   | Kim Joon-ho |
| 154      | 13 de outubro de 2014   | Jang Na-ra |
| 155      | 20 de outubro de 2014   | Lee Yoo-ri |
| 156      | 03 de novembro de 2014  | Son Yeon-jae |
| 157      | 10 de novembro de 2014  | Yoon Sang |
| 158      | 17 de novembro de 2014  | Hong Eun-hee |
| 159      | 24 de novembro de 2014  | Yoon Sang-hyun, Joo Sang-wook, Kim Kwang-kyu, Baek Jong-won                                                                                             |
| 160      | 01 de dezembro de 2014  | Yang Hyun-suk, You Hee-yeol |
| 161      | 08 de dezembro de 2014  | Kim Bong-jin, Kim Young-ha |
| 162      | 15 de dezembro de 2014  | ko, Jung Hye-young |
| 163      | 22 de dezembro de 2014  | ko, Jung Hye-young |
| 164      | 29 de dezembro de 2014  | Park Ji-min, Lee Hi, Baek A-yeon (K-pop Star 1 Top 3) Akdong Musician (K-pop Star 2 vencedores) Bernard Park, Sam Kim, Kwon Jin-ah (K-pop Star 3 Top 3) |

### 2015
| Episódio | Transmissão             | Participantes                                                                                       |
| -------- | ----------------------- | --------------------------------------------------------------------------------------------------- |
| 165      | 05 de janeiro de 2015   | Ha Jung-woo                                                                                         |
| 166      | 12 de janeiro de 2015   | Ha Jung-woo                                                                                         |
| 166      | 12 de janeiro de 2015   | Baek Jong-won, Yoo Jun-sang, Lee Seung-yuop, Kim In-kwon, Ock Joo-hyun, Yoon Do-hyun, Lee Yoon-seok |
| 167      | 19 de janeiro de 2015   | |
| 168      | 26 de janeiro de 2015   | Kim Jong-kook                                                                                       |
| 169      | 02 de fevereiro de 2015 | Kim Jong-kook                                                                                       |
| 170      | 09 de fevereiro de 2015 | Shoo, Park Eun-kyung, Choi Jung-yoon                                                                |
| 171      | 16 de fevereiro de 2015 | Lee Man-ki, Nam Jae-hyeon, Kim Il-joong                                                             |
| 172      | 23 de fevereiro de 2015 | Shinhwa                                                                                             |
| 173      | 02 de março de 2015     | Kim Gun-mo                                                                                          |
| 174      | 09 de março de 2015     | Kim Sang-kyung                                                                                      |
| 175      | 16 de março de 2015     | Haha                                                                                                |
| 176      | 23 de março de 2015     | |
| 177      | 30 de março de 2015     | Lee Moon-se                                                                                         |
| 178      | 06 de abril de 2015     | Lee Moon-se                                                                                         |
| 179      | 13 de abril de 2015     | Kim Gu-ra, Kim Tae-won, Kim Sung-joo, Jung Ryeo-won                                                 |
| 180      | 20 de abril de 2015     | Kim Gu-ra, Kim Tae-won, Kim Sung-joo, Jung Ryeo-won                                                 |
| 181      | 27 de abril de 2015     | Son Hyun-joo, Kim Ah-joong, Jung Ryeo-won                                                           |
| 182      | 04 de maio de 2015      | Yoo Ho-jeong                                                                                        |
| 183      | 11 de maio de 2015      | Yoo Ho-jeong                                                                                        |
| 184      | 18 de maio de 2015      | Huh Young-man, Yoon Tae-ho                                                                          |
| 185      | 25 de maio de 2015      | Jeon In-hwa, Lee Yoon-seok, Pomnyun                                                                 |
| 186      | 01 de junho de 2015     | Lee Soo-hyuk, Kim Young-kwang, Seo Jang-hoon, Don Spike, Park Soo-hong, Kim Jun-hyun                |
| 187      | 08 de junho de 2015     | Lee Soo-hyuk, Kim Young-kwang, Seo Jang-hoon, Don Spike, Park Soo-hong, Kim Jun-hyun                |
| 188      | 15 de junho de 2015     | Lee Yeon-bok, Choi Hyun-seok                                                                        |
| 189      | 22 de junho de 2015     | Lee Deok-hwa, Choi Soo-jong, Lee Ji-hyun                                                            |
| 190      | 29 de junho de 2015     | Hwang Seok-jeong, Gil Hae-yeon                                                                      |
| 191      | 06 de julho de 2015     | aniversário de 4 anos                                                                               |
| 192      | 13 de julho de 2015     | Lee Kyung-kyu, Sung Yu-ri, Lee Hwi-jae                                                              |
| 193      | 20 de julho de 2015     | Lee Kyung-kyu, Sung Yu-ri, Lee Hwi-jae                                                              |
| 194      | 27 de julho de 2015     | Hwang Jung-min                                                                                      |
| 195      | 03 de agosto de 2015    | Gary                                                                                                |
| 196      | 10 de agosto de 2015    | Park Hyung-sik                                                                                      |
| 197      | 17 de agosto de 2015    | Hong Seok-cheon                                                                                     |
| 198      | 24 de agosto de 2015    | Jeong Hyeong-don                                                                                    |
| 199      | 31 de agosto de 2015    | Kim Sang-joong                                                                                      |
| 200      | 07 de setembro de 2015  | Jang Yun-jeong                                                                                      |
| 201      | 14 de setembro de 2015  | Lee Man-ki                                                                                          |
| 202      | 21 de setembro de 2015  | Seo Jang-hoon                                                                                       |
| 203      | 28 de setembro de 2015  | Yoon Do-hyun & YB                                                                                   |
| 204      | 05 de outubro de 2015   | Lee Seung-hwan                                                                                      |
| 205      | 22 de outubro de 2015   | Joo Won                                                                                             |
| 206      | 19 de outubro de 2015   | Jang Yoon-ju                                                                                        |
| 207      | 02 de novembro de 2015  | Ahn Jae-wook                                                                                        |
| 208      | 09 de novembro de 2015  | Shin Seung-hun                                                                                      |
| 209      | 16 de novembro de 2015  | Shin Seung-hun                                                                                      |
| 210      | 23 de novembro de 2015  | Park Jin-young                                                                                      |
| 211      | 30 de novembro de 2015  | Kim Kwang-kyu                                                                                       |
| 212      | 07 de dezembro de 2015  | g.o.d                                                                                               |
| 213      | 14 de dezembro de 2015  | Lee Guk-joo, Park Na-rae                                                                            |
| 214      | 21 de dezembro de 2015  | Yoo Jun-sang                                                                                        |
| 215      | 28 dezembro de 2015     | Kyuhyun (Super Junior), Kim Gun-mo, Ailee, Jessi, Dynamic Duo                                       |

### 2016
| Episódio | Transmissão             | Participantes                                                                                |
| -------- | ----------------------- | -------------------------------------------------------------------------------------------- |
| 216      | 11 de janeiro de 2016   | Jung Eun-ji (Apink), Hong Ji-min, Hong Jin-young, Eric Nam, Byun Jin-sub, Rose Motel         |
| 217      | 18 de janeiro de 2016   | Yoon Min-soo, K.Will, Wheesung, Choi Hyun-seok, Noh Sa-yeon, Jung-in, Solji (EXID)           |
| 218      | 25 de janeiro de 2016   | Jang Yun-jeong, Sojin (Girl's Day), Byul, Jessi, Jo Kwon (2AM), Hyun Jin-young, Lee Hyun-woo |
| 219      | 01 de fevereiro de 2016 | Lyn, Minah (Girl's Day), Lena Park, Navi, Noel (Kang Kyun-sung, Jeon Woo-sung), Norazo       |

## Prêmios recebidos
| Ano  | Prêmio                   | Categoria                        | Beneficiário  | Resultado |
| ---- | ------------------------ | -------------------------------- | ------------- | --------- |
| 2011 | SBS Entertainment Awards | Prêmio PD (Melhor MC)            | Lee Kyung-kyu | Venceu    |
| 2011 | SBS Entertainment Awards | Melhor Recém chegado             | Han Hye-jin   | Venceu    |
| 2012 | SBS Entertainment Awards | Prêmio Top Excelência            | Lee Kyung-kyu | Venceu    |
| 2012 | SBS Entertainment Awards | Prêmio de Excelência em Programa | Healing Camp  | Venceu    |
| 2012 | SBS Entertainment Awards | Melhor Escritor                  | Kim Mi-kyung  | Venceu    |
| 2012 | SBS Entertainment Awards | Prêmio de Excelência             | Han Hye-jin   | Venceu    |
| 2012 | Mnet 20's Choice Awards  | 20 Estrelas de Variedade         | Han Hye-jin   | Venceu    |
| 2012 | Korean Womenlink         | Prêmio Green Media               | Han Hye-jin   | Venceu    |
| 2013 | SBS Entertainment Awards | Prêmio Top Excelência            | Lee Kyung-kyu | Venceu    |
| 2013 | SBS Entertainment Awards | Prêmio de Excelência em Programa | Healing Camp  | Venceu    |
| 2013 | SBS Entertainment Awards | Prêmio de Excelência             | Sung Yu-ri    | Venceu    |
| 2014 | SBS Entertainment Awards | Daesang (Grande Prêmio)          | Lee Kyung-kyu | Venceu    |
| 2014 | SBS Entertainment Awards | Prêmio PD (TV)                   | Sung Yu-ri    | Venceu    |